# Černá Hora na letních olympijských hrách
Černá Hora na letních olympijských hrách startuje od roku 2008. Toto je přehled účastí, medailového zisku a vlajkonošů na dané sportovní události.

## Účast na Letních olympijských hrách
| Dějiště LOH            | LOH      | Vlajkonoš                            | Zlatá medaile | Stříbrná medaile | Bronzová medaile | Celkem |
| ---------------------- | -------- | ------------------------------------ | ------------- | ---------------- | ---------------- | ------ |
| 2008 Peking            | LOH 2008 | Veljko Uskoković                     |               |                  |                  | 0      |
| 2012 Londýn            | LOH 2012 | Srđan Mrvaljević                     |               | 1                |                  | 1      |
| 2016 Rio de Janeiro    | LOH 2016 | Bojana Popović                       |               |                  |                  | 0      |
| 2020 Tokio             | LOH 2020 | Jovanka Radičevićová Draško Brguljan |               |                  |                  | 0      |
| 2024 Paříž             | LOH 2024 |                                      |               |                  |                  | x      |
| Celkem                 | 4        |                                      | 0             | 1                | 0                | 1      |
| Zdroj na Olympedia.org |          |                                      |               |                  |                  |        |